# 齊爾克湖

53°21′41.45″N 13°2′9.47″E / 53.3615139°N 13.0359639°E
齊爾克湖（德語：Zierker See），是德國的湖泊，位於該國東北部梅克倫堡-前波美拉尼亞州，由梅克倫堡湖區郡負責管轄，長2.6公里、寬1.8公里，面積3.5平方公里，海拔高度59米，平均水深1.6米，最大水深3.5米，湖岸線長度11.8公里，水體容量568萬立方米。